# Сиккимский дятел
Сиккимский дятел (лат. Dendrocopos darjellensis) — вид птиц семейства дятловых рода пёстрые дятлы. Выделяют два подвида.

## Ареал
Сиккимские дятлы обитают в северной части Индийского субконтинента, преимущественно в Гималаях и прилежащих районах. Их можно встретить в высокогорных лесах на территории Мьянмы, Индии, Бутана, Непала, Вьетнама и Тибета. На востоке ареал этих птиц доходит до Китая (вид был замечен в южной части провинции Сычуань), на юге их ареал простирается до севера Мьянмы и Вьетнама.

## Внешний вид
Пёстрый дятел среднего размера с относительно длинным клювом. Боковые стороны шеи имеют жёлтую окраску. Спина чёрная с большими белыми пятнами на лопатках и белыми перемычками на маховых перьях и по бокам хвоста. Грудь жёлтая, с чёрными прерывистыми полосами. Этот вид пёстрых дятлов проявляет половой диморфизм: у самца имеется красное пятно на затылке, которое отсутствует у самок (у самок оперение головы и хохолка чёрное). Молодые птицы имеют более тусклую окраску по сравнению с половозрелыми и не имеют жёлтых перьев по бокам шеи.

## Подвиды
Выделяют два подвида:
- Dendrocopos darjellensis darjellensis  (Blyth, 1845)
- Dendrocopos darjellensis desmursi  (Verreaux, 1871)